# Coleopioides
Coleopioides (лат.) — род паразитических наездников из семейства Braconidae. Китай. Мелкие наездники, длина тела около 2 мм. В усиках 19 члеников. Жилка 3-SR переднего крыла в 1,5 — 1,8 длиннее жилки 2-SR (или менее). Лицо без бугорков; скапус, передний тазик и вертлуг слабо сжаты; эпистомальный шов без больших вдавлений; внутренние стороны антеннальных гнезд нормальные, не выступают; верхняя губа обнажена; наличник усечен вентрально и имеется гипоклипеальное вдавление, жвалы длинные и тонкие; скутеллярная борозда обычно широкая. Сходен с родами Coleopius и Bitomus. Предположительно, как и другие близкие роды подсемейства паразитируют на личинках двукрылых.
- Coleopioides diversinotum Li & van Achterberg, 2013
- Coleopioides postpectalis Li & van Achterberg, 2013